# Actio iudicati
Die actio iudicati war im römischen Formularprozess die Klage zur Vollstreckung von Urteilen. Damit war sie Bestandteil des Zivilprozessrechts. 
Der Formularprozess bestand verfahrenstechnisch aus drei Bestandteilen: Nach der Festlegung der Prozessformel im prätorischen Vorverfahren (in iure), die das Klageziel des Klägers beschrieb und regelmäßig auch den entscheidungsbefugten Richter bestimmte, schloss sich das Verfahren beim Urteilsgericht (apud iudicem) an, wo die Beweiserhebung stattfand und das Urteil gefällt wurde. War das Urteil gefällt, konnte der Gläubiger nicht sogleich die Vollstreckung aus dem Urteil vornehmen. Er musste mit der actio iudicati die Vollstreckung in einem neuen Verfahren ausurteilen lassen. Nicht vorgesehen war, dass – vergleichbar einem erfolgreich absolvierten Berufungsverfahren – Urteilberichtigungen vorgenommen wurden.
Erst die erfolgreiche Durchführung der actio iudicati ermöglichte dem Gläubiger die Personal- und/oder Vermögensvollstreckung gegen den Schuldner, wenn dieser nicht im Rahmen der Urteilserfüllungsfrist von dreißig Tagen seine Schuld beglich.
Ein Zwangsmittel, das dem Gläubiger innerhalb dieser Frist zur Verfügung stand, war die Personalvollstreckung. Sie bedeutete für den Schuldner die Ableistung von Schuldknechtschaft. Gegen Gewährung von Nahrung (victum) und Schlafstatt (stratum), musste sich der Schuldner beim Gläubiger aufhalten und ihm – ohne rechtlich unfrei zu werden – streng gehorchen (Schuldabarbeitung, Druckmittel, doch zu bezahlen). Die Fristen und Zwangsrechte des Gläubigers galten nicht nur für entschiedene streitige Urteile, sondern auch für Verfahrensbeendigungen durch Anerkenntnis, Vergleich oder Eid. Da das Bestreiten der Schuld beziehungsweise die Erhebung von Einwendungen in diesem Verfahren inopportun war, konnte die Verdopplung der Urteilssumme resultieren.
Neben der Personalexekution kam die Vermögenshaftung in Betracht, die missio in bona. Im Fall der Vermögenshaftung verfügte der Prätor die Einweisung des Gläubigers in das gesamte Vermögen des nicht zahlungsbereiten, insolventen oder nicht auffindbaren Schuldners per Dekret. Ursprünglich als bloße Sicherungsmaßnahme gedacht, nahm sie später liquidierenden Charakter an. Die beschlagnahmten Sachen wurde regelmäßig verkauft (venditio bonorum) beziehungsweise versteigert (Konkursverfahren) und der Erlös unter allen angeschlossenen Gläubigern verteilt. Den Schuldner traf bei der Vermögensexekution zusätzlich die Infamie. 